# Marko Matić
Marko Matić (Đakovo, 22 maggio 1995) è un pallavolista bosniaco naturalizzato turco, centrale dell'Halkbank.

## Carriera

### Club
La carriera di Marko Matić, in turco Mert Matiç, inizia nel 2013 all'interno del settore giovanile dell'İstanbul BB. Viene promosso in prima squadra debuttando in Voleybol 1. Ligi nella stagione 2014-15: resta legato al club di Istanbul per tre annate, nel corso delle quali riceve il premio di miglior centrale nell'annata 2015-16 e ottiene la cittadinanza sportiva turca. 
Si trasferisce quindi nel campionato 2017-18 all'Arkas, dove gioca per un quadriennio e riceve un altro premio come miglior centrale nel 2017-18, oltre a rimediare un infortunio al legamento crociato anteriore del ginocchio destro, che lo costringe all'intervento chirurgico. Nella stagione 2021-22 passa allo Spor Toto, mentre nella stagione seguente difende i colori di un altro club capitolino, l'Halkbank, con cui vince due volte la Coppa di Turchia e uno scudetto, venendo premiato come miglior centrale.

### Nazionale
Fa parte delle selezioni bosniache giovanili, partecipando con l'Under-20 alle qualificazioni al campionato europeo 2012 e con l'Under-19 al campionato europeo 2013. 
Nel 2013 fa il suo esordio nella nazionale maggiore bosniaca in occasione delle qualificazioni europee al campionato mondiale 2014.
Dopo aver ottenuto la cittadinanza turca, nel 2017 riceve le prime convocazioni nella nazionale turca, con la quale un anno dopo si aggiudica la medaglia di bronzo all'European Golden League 2018. Nel 2022 vince la medaglia d'argento all'European Golden League, mentre nell'edizione successiva conquista la medaglia d'oro: nel 2023 conquista anche l'oro alla Volleyball Challenger Cup.

## Palmarès

### Club
- Campionato turco: 1

2023-24
- Coppa di Turchia: 2

2022-23, 2023-24

### Nazionale (competizioni minori)
- European Golden League 2018
- European Golden League 2022
- European Golden League 2023
- Volleyball Challenger Cup 2023

### Premi individuali
- 2016 - Voleybol 1. Ligi: Miglior centrale
- 2018 - Efeler Ligi: Miglior centrale
- 2024 - Efeler Ligi: Miglior centrale